# Soyurgatmix ibn Xah Rukh
|  | Per a altres significats, vegeu «Soyurghatmish». |

Soyurgatmix ibn Xah Rukh o Soyurgatmix Mirza (el nom apareix escrit de diverses formes: Soyurgatmix/Soyurgatmish, Suyurgatmix/Suyurgatmish, Soyurghatmix/Soyughatmish, Suyurghatmix/Suyurghatmish, Syorgatmix/Syorgatmish, Syorghatmix/Syorghatmish) (1399-17 de novembre de 1426), fou un príncep timúrida, fill de Xah Rukh
El 1413 quan el seu pare va marxar al Mazanderan per iniciar a l'any següent una campanya contra Kara Yusuf Kara Koyunlu, va deixar a Soyurgatmix com a governador delegat a Herat. Iskandar va enviar aquell hivern a un servidor de nom Kafi Islam, per incitar al Sistan i Kandahar a la rebel·lió, però Kafi Islam fou reconegut al caravanserrall d'Exteran per un servidor del daroga de Tabas, que va informar al seu senyor i aquest a Soyurgatmix, el qual va alertar a Malik Kutb al-Din al Sistan amb ordre de fer detenir a Kafi Islam i portar-lo a Herat. Així es va fer i des de la capital fou enviat a l'ordu de Xah Rukh.
Hi havia conflictes interns al Badakhxan i Xah Rukh va designar al seu fill Syorgatmix pel govern i l'administració del país; a l'agost del 1417 el príncep es va traslladar a Badakhxan amb un contingent militar i aviat va restablir la tranquil·litat. L'emperador va autoritzar al ex xah Baha al-Din al país per residir allí
El 1417/1418 el príncep Qaydu ibn Pir Muhammad fou deposat dels seus governs de Kabul, Gazni i Kandahar i les terres fins al Indus i l'emperador els va concedir al seu fill Soyurgatmix.
Vers 1420 o 1421 el cap tribal Jasrat Khokar, després de derrotar a un vell enemic, el raja Bhim de Jammu, va envair territori del sultanat de Delhi i va assolar els districtes de Dipalpur i Lahore; Sikandar Tuhfa, amir de l'emperador Mubarak Xah, li va presentar batalla, però es va retirar per falta de forces i el va deixar el camí lliure. En aquest moment es va saber la mort del governador de Multan, Alaul Mulk, i que Shaykh Ali, el subgovernador de Kabul per compte de Suyurghatmish, es proposava envair la regió de Panjab occidental i Sind. Shaykh Ali va atacar i saquejar Multan però no hi va restar. Malik Mahmud Hasan va ser enviat com a emissari de Delhi a Multan per restablir la confiança.
A la seva mort el va succeir el seu fill Sultan Masud Mirza.